# Pilea goetzei
Pilea goetzei är en nässelväxtart som beskrevs av Adolf Engler. Pilea goetzei ingår i släktet pileor, och familjen nässelväxter. Inga underarter finns listade i Catalogue of Life.